# Aiuti (cognome)
Aiuti è un cognome di lingua italiana.

## Varianti
Aita, Aito, Aiuto, Bonaita, Bonaiuti, Bonaiuto, Buonaiuti, Diotaita, Diotaiuti.

## Origine e diffusione
Il cognome è tipicamente toscano.
Potrebbe derivare dal prenome medioevale Aiuto. È affine al cognome Accorsi.
La variante Aita è napoletana.

## Persone
- Andrea Aiuti (1849–1905) – cardinale italiano
- Fernando Aiuti (1935-2019) – immunologo, politico e accademico italiano